# Thái Hà Ấp

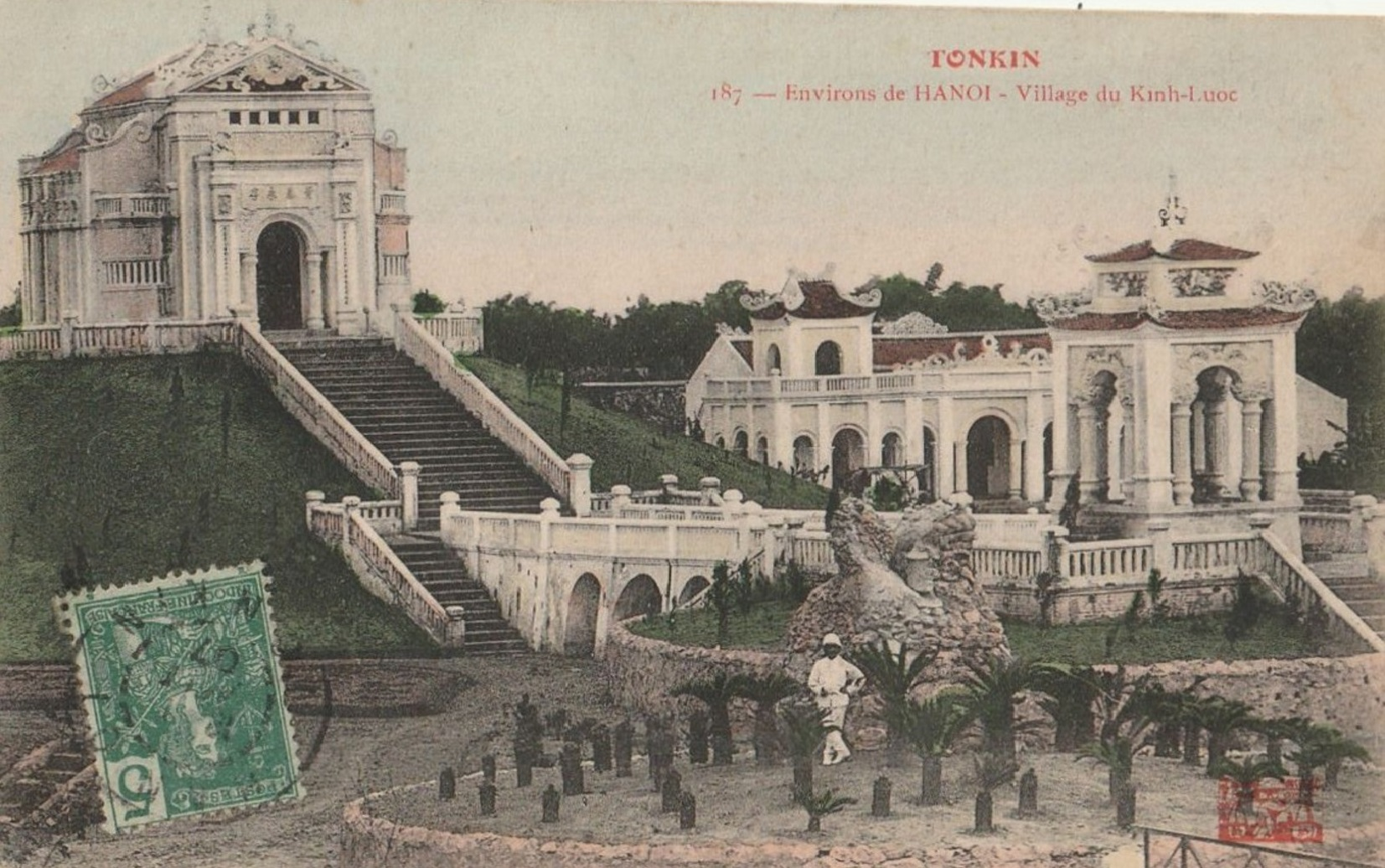
Thái Hà Ấp trên một tấm bưu thiếp thời Pháp thuộc

Thái Hà Ấp, còn được gọi là Ấp Hoàng Cao Khải, là thái ấp của Kinh lược sứ Bắc Kỳ Hoàng Cao Khải tại Hà Nội dưới thời Pháp thuộc. Khu vực này hiện thuộc địa bàn phường Trung Liệt, quận Đống Đa, có các công trình kiến trúc lăng tẩm vẫn còn tồn tại cho đến ngày nay. Tuy nhiên, quần thể di tích này hiện đang bị người dân dựng nhà cửa lấn chiếm, xâm hại nghiêm trọng.

## Lịch sử
Theo các sử liệu, Hoàng Cao Khải bấy giờ đã có dinh cơ ở phố Tràng Thi, tuy nhiên ông vẫn muốn lập thêm dinh cơ để ở khi về già. Ông quyết định chọn khu vực ruộng trũng, ao hồ của bốn làng: Thịnh Quang, Nam Đồng, Khương Thượng và Yên Lãng (Láng) để xây dựng khu thái ấp, đặt tên là Thái Hà Ấp. Tên gọi Thái Hà được cho là ghép từ hai địa danh Đông Thái (tức làng Đông Thái tại Hà Tĩnh, quê hương của Hoàng Cao Khải) và Hà Nội.
Đến năm 1899, chính quyền thực dân Pháp quyết định thành lập huyện Hoàn Long với vai trò là khu ngoại thành của Hà Nội, Thái Hà Ấp trở thành lỵ sở của huyện này.

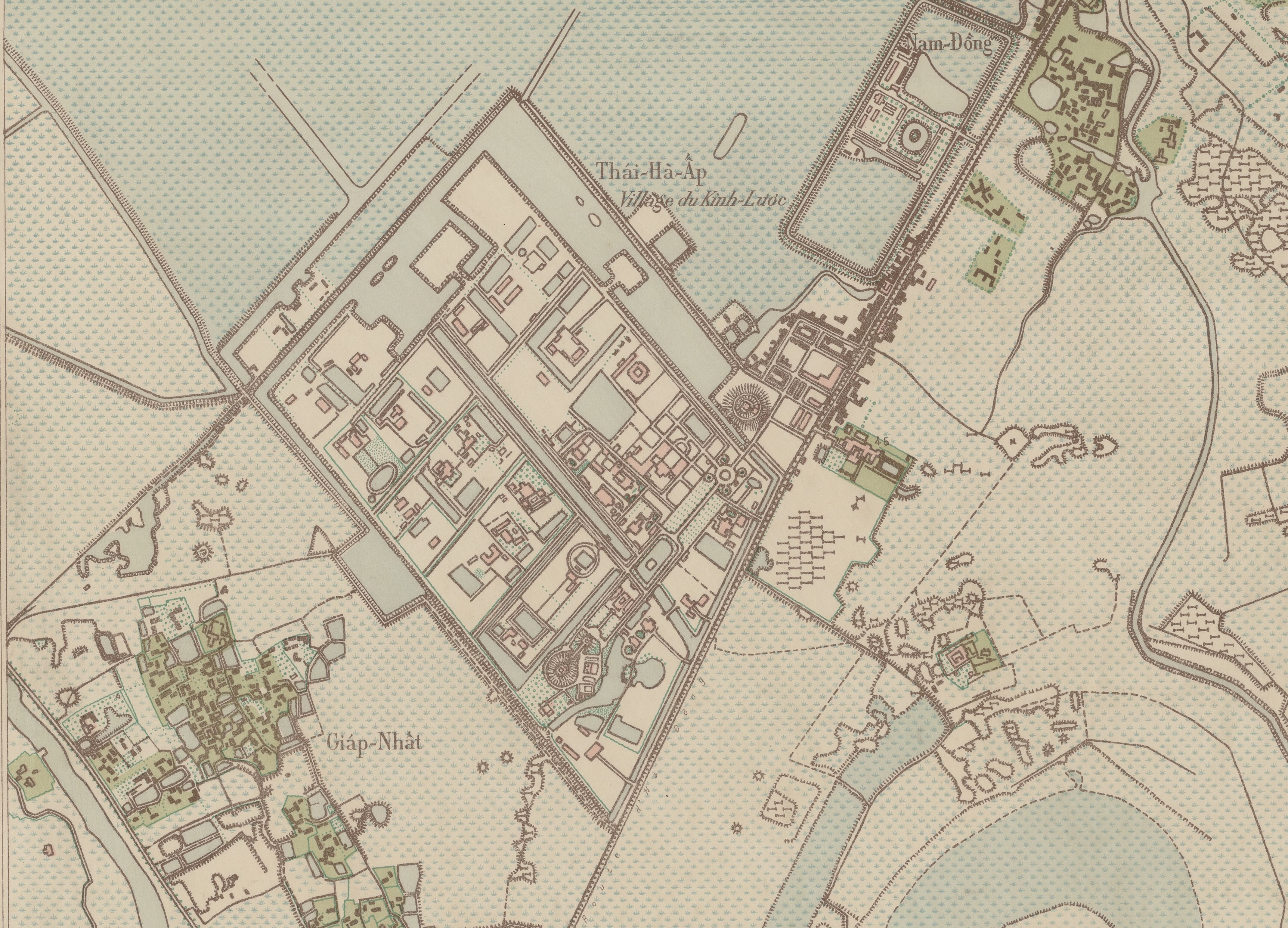
Khu vực Thái Hà Ấp trên bản đồ Hà Nội năm 1922

Theo số liệu đo đạc vào thời điểm đó, khu đất của Hoàng Cao Khải rộng đến 150 ha. Do đất đai nằm ở thế trũng, chính quyền đã cấp cho ông 2.000 đồng bạc để cải tạo lại khu đất. Ông cho đào kênh mương ngang dọc để thoát nước trong gần một năm, đất đào lên đem đi đắp nền. Những con kênh được đào rộng và thẳng còn đóng vai trò là đường hào tự nhiên bảo vệ khu ấp. Trong ấp được chia thành khoảng chục lô đất vuông vắn, dinh cơ của Hoàng Cao Khải chiếm khoảng một phần tư khu vực, ở góc đông nam đường cái (phố Tây Sơn ngày nay). Khu dinh cơ này có cổng chính, cổng phụ, cầu bắc qua hào, tường bao quanh kín đáo. Tư dinh của ông là một tòa nhà chín gian nằm sâu bên trong, được trang trí lộng lẫy với các bức hoành phi, câu đối, bức trướng, các sập gụ, các đồ đồng, đồ sứ quý giá. Lăng tẩm có nhà tiền tế, đường thần đạo đi giữa hai dãy tượng quan quân chầu hầu nối với chính tẩm xây bằng đá đẹp. Ngoài ra tại đây còn có sinh từ, tức đền thờ sống ông.
Phần đất còn lại của ấp cũng được ông dành cho các quan chức xây biệt thự. Bên cạnh đó, ông còn khuyến khích dân chúng dựng nhà cửa xung quanh chùa Đồng Quang ở dưới chân gò Đống Đa, dọc hai bên đường cái thành một đoạn đường phố tấp nập. Thái Hà Ấp do đó nhanh chóng trở thành thị trấn – phố lớn, vào năm 1928 đã có 685 nhân khẩu.
Từ thập niên 1910, nhiều cơ quan chính phủ thuê nhà trong ấp Thái Hà để làm trụ sở, như Viện Đại lý Pháp, Sở Đại chính Bắc Kỳ, Phòng thí nghiệm vi trùng học... Năm 1927, chính quyền cho đặt tại đây một trại thu nhận trẻ lang thang.

## Di tích
Sau Cách mạng Tháng Tám năm 1945, chính phủ Việt Nam Dân chủ Cộng hòa quản lý khu Thái Hà Ấp. Ngày 25 tháng 11 năm 1945, trong Sắc lệnh bảo vệ di tích cổ vật, Chủ tịch Hồ Chí Minh đã chủ trương giữ nguyên hiện trạng khu ấp này. Ngày 28 tháng 4 năm 1962, khu vực Hoàng Cao Khải – Thái Hà Ấp được Bộ Văn hóa (nay là Bộ Văn hóa, Thể thao và Du lịch) xếp hạng di tích quốc gia. Lúc bấy giờ, Bộ Văn hóa đã đánh giá: "Đây là chứng tích duy nhất của nước ta về một quần thể các công trình lăng tẩm, dinh thự của một phó vương".
Quần thể di tích này gồm 14 công trình kiến trúc lớn nhỏ như lăng mộ, đình chùa... nằm rải rác ở khu vực phía tây gò Đống Đa. Trong đó các công trình nổi bật gồm có: lăng Hoàng Cao Khải, lăng Hoàng Trọng Phu, đồi Nghinh Phong, hồ Tẩm Nguyệt...

### Lăng Hoàng Cao Khải

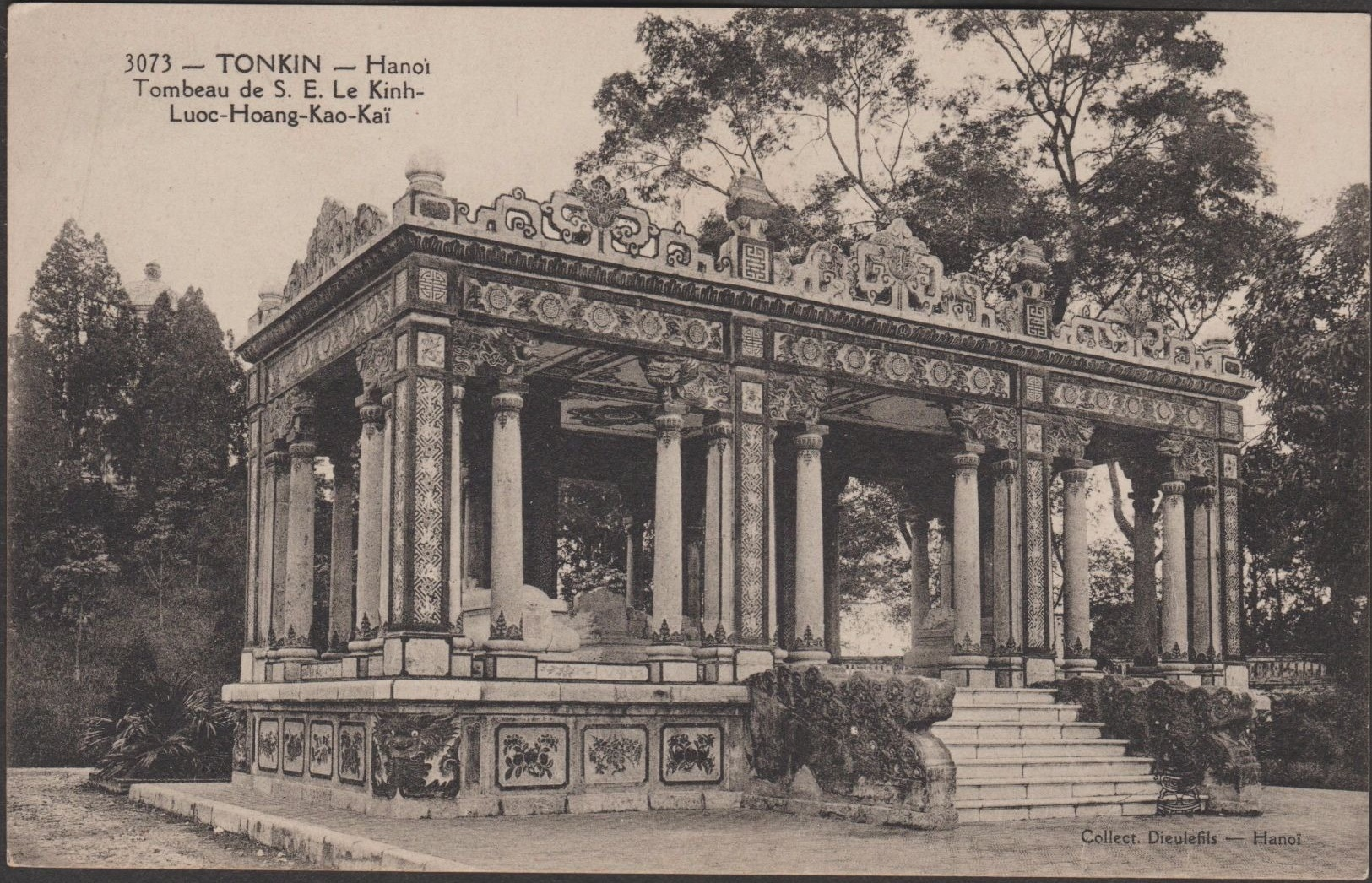
Lăng Hoàng Cao Khải thời Pháp thuộc

Công trình quan trọng nhất của khu di tích là lăng Hoàng Cao Khải. Khu lăng tẩm này được xem là công trình bằng đá lớn nhất Hà Nội, và lớn thứ hai ở Việt Nam (sau Thành nhà Hồ). Người Pháp cũng đánh giá đây là một trong những đỉnh cao của kiến trúc đá phương Đông. Lăng được xây theo kiến trúc chữ "Đinh", dài 8 m, cao 6 m, ở giữa có một cái bàn đá màu trắng rộng. Mộ của Hoàng Cao Khải bên trái, của vợ ông ở bên phải, đều làm bằng đá cẩm thạch trắng, chạm trổ tinh vi, khắc các dòng chữ Hán sắc sảo. Toàn bộ các hạng mục từ mái nhà, trần, các kèo, cột, cho đến nền nhà, các ngôi mộ, bệ thờ, diềm, tường và tượng các vị tướng đứng chầu ngoài sân... đều làm từ đá, chạm trổ công phu với hoa văn cách điệu tinh xảo, phản ánh nghệ thuật điêu khắc đá của Việt Nam ở cuối thế kỷ XIX. Đá xây dựng lăng được chở về từ phủ Quốc Oai. Chế tác đá là các hiệp thợ nổi tiếng quanh vùng núi An Hoạch (Thanh Hóa).
Tuy nhiên, hiện khu lăng mộ Hoàng Cao Khải lại trở thành trụ sở tuần tra cụm dân cư số 9 của Công an phường Trung Liệt. Theo tài liệu của một nhà nghiên cứu người Pháp, phía trước lăng mộ vào đầu thế kỷ 20 có hai dãy tượng gồm 8 chiến binh cao 1,3 m, gần bằng người thật, đầu đội mũ nhỏ có tua đứng gác; hiện chỉ còn lại 3 bức tượng và cả ba đều mất phần chân do bị tôn nền xi măng trùm lên.

### Lăng Hoàng Trọng Phu
Cách lăng Hoàng Cao Khải khoảng vài chục mét phía bên phải là lăng mộ Hoàng Trọng Phu, con trai ông, xây bằng đá xanh. Tuy được xây dựng sau lăng cha mình nhưng lăng Hoàng Trọng Phu lại được đánh giá là có quy mô đồ sộ, hoành tráng hơn. Lăng cũng được xây theo kiểu chữ Đinh gồm 3 gian tiền tế, 1 gian hậu cung.
Khoảng những năm 1970, một số người dân đã đến đây chiếm dụng không gian của lăng làm nơi ở. Tính đến năm 2016, đã có 12 người dân sống trong khu lăng này. Tại đây còn một đôi rồng đá khá nguyên vẹn ở nơi trước kia vốn là cửa lăng (nay đã bị bít lại, thành nơi để xe và chậu cảnh).

### Đồi Nghinh Phong
Trước đây sau lăng Hoàng Cao Khải có đồi Nghinh Phong (đón gió) cao 10 m, trên đỉnh đồi là một nhà tam quan được dựng để hóng mát. Từ chân đồi lên đỉnh đồi là bậc thang với tổng cộng 108 bậc, xây bằng gạch đinh màu đỏ rộng đến 8 m. Qua thời gian, do điều kiện thời tiết, và việc người dân dựng nhà khiến hiện nay đồi Nghinh Phong chỉ còn cao hơn nhà dân một chút.

### Hồ Tẩm Nguyệt
Đây là hồ nước hình bán nguyệt nằm phía trước, đối diện với lăng Hoàng Cao Khải. Hồ rộng vài trăm mét vuông, vòng cung hướng ra ngoài, có bờ gạch bao quanh hồ, xây gạch đinh xuống đến tận đáy. Lối xuống hồ duy nhất là ở chính giữa bờ thẳng phía bên trong, tuy nhiên hiện cũng bị một căn nhà tạm bợ bịt chặn lại. Trước đây nước hồ trong vắt và rất sâu, người dân ở quanh vùng đến gánh nước về ăn nhưng hiện nay nước đã bị các loại chất thải làm ô nhiễm, khu vực quanh hồ cũng thành nơi họp chợ tạm của người dân.